# جايسون بروكس
جايسون بروكس (بالإنجليزية: Jason Brooks)‏ (و. 1966 – م) هو ممثل، وممثل تلفزيوني، من الولايات المتحدة الأمريكية، ولد في كولورادو سبرينغس، كولورادو.

## وصلات خارجية
- جايسون بروكس على موقع IMDb (الإنجليزية)
- جايسون بروكس على موقع ألو سيني (الفرنسية)
- جايسون بروكس على موقع أول موفي (الإنجليزية)
- جايسون بروكس على موقع قاعدة بيانات الأفلام السويدية (السويدية)
- جايسون بروكس على موقع قاعدة بيانات الفيلم (الإنجليزية)
- جايسون بروكس على موقع كينوبويسك (الروسية)